# Роджер Скрутон
Сер Роджер Вернон Скрутон (англ. Roger Vernon Scruton; 27 лютого 1944, Баслінґторп, Лінкольншир — 12 січня 2020, Бринкворт, Вілтшир) — англійський філософ, письменник, соціальний критик, який спеціалізувався на естетиці, політичній філософії та консерватизмі.
Член Британської академії (2008), член-кореспондент французької Академії моральних та політичних наук (2016). З 1982 по 2001 рік редактор консервативного політичного журналу The Salisbury Review, Скрутон написав понад 50 книг з філософії, мистецтва, музики, політики, літератури, культури, сексуальності та релігії; автор романів та двох опер. Серед його найвідоміших публікацій — «Значення консерватизму» (1980), «Сексуальне бажання» (1986), «Естетика музики» (1997) та «Як бути консерватором» (2014). Він був постійним дописувачем для популярних ЗМІ, включаючи The Times, The Spectator та New Statesman.
Скрутон став консерватором після того, як у травні 1968 року став свідком студентських протестів у Франції. З 1971 по 1992 рік — викладач і професор естетики в коледжі Біркбек в Лондоні, після чого обіймав кілька академічних посад за сумісництвом, у тому числі в США. В 1980-х роках він сприяв створенню підпільних академічних мереж у Східній Європі, контрольованій Радянським Союзом, за що був нагороджений медаллю Чеської Республіки за заслуги (першого ступеня) президентом Вацлавом Гавелом у 1998 році.
Українською мовою в 2022 році видавництвом «Наш формат» видана праця «Консерватизм. Запрошення до великої традиції».

## Життєпис
Роджер Скрутон народився в Баслінгторпі, Лінкольншир, в сім'ї Джона «Джека» Скрутона, вчителя з Манчестера, і його дружини Беріл Кларіс Скрутон (уроджена Гейнс), і виховувався разом із двома сестрами в Хай-Вікомбі та Марлоу.

### Освіта
Склавши екзамен 11+, навчався в Королівській гімназії Хай-Вікомб з 1954 по 1962 рік, закінчивши з трьома рівнями A, з чистої та прикладної математики, фізики та хімії, які він здав з відзнакою. Результати принесли йому відкриту стипендію з природничих наук у Джизус-коледжі (коледж Ісуса) в Кембриджі, а також державну стипендію. Маючи намір вивчати природничі науки в Кембриджі, де він відчував себе «хоча соціально відчуженим (як практично кожен шкільний хлопчик), духовно як вдома», Скрутон у перший день переключився на моральні науки (філософію); його керівником був А. С. Юінг.
У 1967 році він почав вчитися для отримання докторської освіти в коледжі Ісуса, а потім став науковим співробітником в Пітерхаузі, Кембридж (1969–1971). Під час відвідування студентських протестів у травні 1968 року у Франції Скрутон став переконаним консерватором. Він був у Латинському кварталі в Парижі, спостерігаючи, як студенти перевертають машини, розбивають вікна та рвуть бруківку, і вперше в житті «відчув сплеск політичного гніву». 

### Письменницька діяльність
У 1980-х роках Скрутон став продуктивним письменником. Тринадцять його публіцистичних творів з'явилися між 1980 та 1989 роками, як і його перший роман «Двотижневий гнів» (1981). Найбільш суперечливою публікацією стала «Мислителі нових лівих» (1985), збірка його есе з «Солсбері Ревю», в якій він критикував 14 інтелектуалів, включаючи Едварда Томпсона, Мішеля Фуко та Жан-Поля Сартра. За повідомленням «Гардіан», книга була залишена після того, як була зустрінута «глузуванням і обуренням». 1987 року він заснував власне видавництво The Claridge Press, яке 2002 року продав міжнародній видавничій групі Continuum International Publishing Group.
З 1983 по 1986 рік він писав щотижневу колонку для The Times. Теми колонки включали музику, вино та ремонт мотоциклів. Редактор Пітер Стотард стверджував, що не було нікого, кому він коли-небудь замовляв, «чиї статті викликали б більше люті». Скрутон висміював антирасизм і рух за мир, а його підтримка Маргарет Тетчер, коли вона була прем'єр-міністром, розглядалася, як він писав, як «акт зради для університетського викладача». Перша колонка  його статті «Чому політики проти справжньої освіти», стверджувала, що університети руйнують освіту, «роблячи її актуальною»: «Замініть чисту математику прикладною, логіку — комп'ютерним програмуванням, архітектуру – інженерією, історію – соціологією. Результатом буде нове покоління добре поінформованих обивателів, чия безхарактерність зведе нанівець усі переваги, які могло б дати їм навчання».
З 2001 по 2009 рік Скрутон вів винну колонку в New Statesman, а також брав участь у виданні «Світ вишуканого вина» та «Питання смаку: Філософія вина» (2007), написавши есе «Філософія вина». Його книга «Я п'ю, тому я є: філософський путівник по вину» (2009) частково складався з матеріалів його колонки в New Statesman.

### Академічна діяльність, лицарство
Родина Скрутонів повернулася зі Сполучених Штатів, де проживали в 1990-х роках, і оселилися на фермі Сандей Хілл у Вілтширі, а Скрутон отримав неоплачувану посаду професора-дослідника в Букінгемському університеті. У січні 2010 року він почав неоплачувану трирічну посаду запрошеного професора в Оксфордському університеті, де викладав в аспірантурі з естетики.
Роджер Скрутон був посвячений в лицарі в 2016 році за «заслуги в філософії, викладанні та державній освіті». Він був членом редакційної колегії Британського журналу естетики та ради відвідувачів коледжа Ралстон, а також старшим науковим співробітником Центру етики та публічної політики (EPPC), консервативного аналітичного центру у Вашингтоні, округ Колумбія.

## Погляди на культуру

### Естетика
На думку американського філософа Пола Ґайєра в «Історії сучасної естетики: Двадцяте століття», «після Воллгайма найвизначнішим британським естетиком був Роджер Скрутон». Скрутон здобув освіту в аналітичній філософії, хоча його приваблювали й інші традиції. «Мене досі вражає худий і змарнілий вигляд, якого швидко набуває філософія, – писав він у 2012 році, – коли вона віддаляється від мистецтва та літератури, і я не можу відкрити журнал на кшталт Mind або The Philosophical Review без того, щоб не відчути негайного завмирання серця, наче відчиняю двері до моргу».
Протягом усієї своєї кар'єри він спеціалізувався на естетиці. З 1971 по 1992 рік він викладав естетику в Біркбекському коледжі. Його докторська дисертація лягла в основу його першої книги «Мистецтво та уява» (1974), в якій він стверджував, що «естетичний інтерес відрізняється від інших видів тим, що він передбачає оцінку чогось заради нього самого». Згодом він опублікував праці «Естетика архітектури» (1979), «Естетичне розуміння» (1983), «Естетика музики» (1997), та «Краса» (2010). 
У 2018 році Скрутон стверджував, що віра в Бога сприяє створенню більш красивої архітектури:
|  | Хто може сумніватися, відвідавши Венецію, що цей рясний цвіт естетичних зусиль був закорінений у вірі і политий покаянними сльозами? Безумовно, якщо ми хочемо будувати поселення сьогодні, ми повинні прислухатися до уроку Венеції. Ми завжди повинні починати з акту освячення, оскільки таким чином ми закладаємо справжнє коріння спільноти. |

### Релігія
Скрутон був англіканцем. Його книга «Наша церква: Особиста історія Церкви Англії» (2013) відстоює важливість і актуальність Церкви Англії. Він стверджував, наслідуючи Іммануїла Канта, що людські істоти мають трансцендентний вимір, священне ядро, яке проявляється в їхній здатності до саморефлексії. Роджер Скрутон був переконаний, що ми живемо в епоху секуляризації, яка не мала прецеденту в світовій історії.
Щодо доказів існування Бога, Скрутон казав: «Раціональні аргументи можуть лишень завести нас занадто далеко... Він може допомогти нам зрозуміти реальну різницю між вірою, яка наказує нам прощати наших ворогів, і вірою, яка наказує нам вбивати їх. Але сам стрибок віри – це віддання свого життя на служіння Богові – це стрибок через край розуму. Це не робить його ірраціональним, так само, як закоханість не є ірраціональною». Але, незважаючи на те, що він стверджував, що віра сама по собі є достатньо раціональною, він відстоював форму аргументу від краси: він говорив, що коли ми приймаємо красу в навколишньому світі як дар, ми здатні відкрито розуміти Бога.

### Секс
Філософ Крістофер Гамільтон описав «Сексуальне бажання» Скрутона (1986) як «найцікавіший і найпроникливіший філософський опис сексуального бажання», створений в рамках аналітичної філософії. Книга вплинула на подальші дискусії про сексуальну етику. Рецензент книги Марта Нуссбаум у 1995 році відзначила, що Скрутон зробив «найцікавішу філософську спробу опрацювати моральні проблеми, пов'язані з нашим ставленням до людей як до статевих партнерів».
За словами Джонатана Доллімора, Скрутон заснував консервативну сексуальну етику на гегелівському твердженні, що «кінцевою метою кожної розумної істоти є побудова самості», що передбачає визнання іншого як самоцілі. Скрутон стверджує, що головною ознакою збочення є «сексуальне вивільнення, яке уникає або скасовує іншого», яке він вважає нарцистичним і соліпсичним.

## Політичні погляди

### Консерватизм
Скрутон був найбільш відомий своїми працями на підтримку консерватизму, а його інтелектуальними кумирами були Едмунд Берк, Семюел Тейлор Колрідж, Федір Достоєвський, Георг Вільгельм Фрідріх Гегель, Джон Раскін і Т. С. Еліот. Він підтримував Маргарет Тетчер, залишаючись скептично налаштованим щодо її погляду на ринок як на вирішення всіх проблем, але після Фолклендської війни він вважав, що вона «визнала, що на карту поставлено самоідентичність країни, і що її відродження є політичним завданням».
У статті «Держава не може зробити вас вільними» він критикує Акт про права людини, прийнятий 1998 року і водночас саму концепцію прав людини, яку він називає надто декларативною і нечіткою. Прийняття цього документу загрожує британському звичаєвому праву, яке замінюється континентальним цивільним правом, тобто презумпція «ти вільний, доки закон не забороняє» замінюється концепцією «ти вільний тільки тоді, коли закон чітко передбачає це». На думку Скрутона, права людини – це філософська ідея, яка не пройшла випробування судовою практикою, а була накинута згори як всезагальна і загальнообов’язкова.
Основні принципи консервативного світогляду Р. Скрутон реферативно викладає у короткій програмній статті «Станьмо на захист справжнього розуміння свободи», пояснюючи, що їх актуальність зросла саме у 2014 році через тиск структур ЄС та через наслідки правління лейбористів, зокрема урядів Тоні Блера та Ґордона Брауна. Головні засади консервативного світогляду такі: держава формується «знизу» через вільні об’єднання людей, а не накидається «зверху» через примус; держава – це не мета, а засіб, зокрема для захисту громадянського суспільства, яке є основою і першоджерелом держави; завдання держави – узгоджувати численні людські цілі, а не диктувати і контролювати їх; консерватори розглядають політику як засіб збереження суспільства, а не як засіб нав’язати чи створити його (на противагу як французьким революціонерам, так і творцям Європейського Союзу); консерватори не визнають беззастережної першості наднаціональної влади ЄС, протистоять невибірковій імміграції і класовій війні; консерватизм не визнає утопічного інтернаціоналізму світу без кордонів, тому виступає за обмеження міграції; серцем громадянського суспільства є сім’я; акцент на різниці між свободою, заснованою на особистій відповідальності та повазі до інших та вседозволеністю як способі експлуатації інших і досягненні особистої вигоди; консерватизм – філософія спадковості і відповідального управління; консерватори вірять у права людини, але такі права, які оплачені обов’язками і які примирюють людей, а не розділяють їх; консерватори вірять у вільний ринок, але не за будь-яку ціну, якість ринку і його здатність розв’язувати проблеми економічної співпраці залежить від моральних якостей його учасників; наші права – це також наші свободи, а свобода має сенс лише між людьми, які відповідальні перед своїми ближніми за її неправедне використання.
Скрутон писав у книзі «Ніжний жаль» (2005), що деякі аргументи Берка в «Роздумах про революцію у Франції» (1790) здалися йому переконливими. Хоча Берк писав про революцію, а не про соціалізм, Скрутон був переконаний, що утопічні обіцянки соціалізму супроводжуються абстрактним баченням розуму, яке має мало спільного зі способом мислення більшості людей. Берк також переконав його, що немає ніякого напрямку історії, ніякого морального чи духовного прогресу; що люди думають колективно заради спільної мети лише під час криз, таких як війна, і що спроба організувати суспільство таким чином вимагає наявності реального чи уявного ворога; звідси, писав Скратон, і різкий тон соціалістичної літератури.
Далі Скрутон, наслідуючи Берка, стверджував, що суспільство тримається на авторитеті і верховенстві права, в сенсі права на послух, а не на уявних правах громадян. Послух, писав він, є «головною чеснотою політичних істот, вдачею, яка уможливлює управління ними і без якої суспільства розсипаються на “пил і порох індивідуальності”». Справжня свобода не суперечить послуху, а є його зворотним боком. На нього також вплинули аргументи Берка про суспільний договір, зокрема те, що більшість сторін цього договору або мертві, або ще не народилися.

### Монархія
Скрутон був прибічником конституційної монархії, стверджуючи, що вона є «світлом над політикою, яке світить на людську метушню з більш спокійної та піднесеної сфери».

### Українською
- Консерватизм. Запрошення до великої традиції / пер. з англ. Катерина Диса. — К.: Наш Формат, 2022.  — 178 с. — ISBN 978-617-8115-71-5
- Як бути консерватором / пер. з англ. — К.: Наш Формат, 2024.